# Artiemowo (stacja kolejowa)
Artiemowo (ros. Артемово) – stacja kolejowa w rejonie kunjińskim, w obwodzie pskowskim, w Rosji. Położona jest na linii Moskwa - Siebież, w oddaleniu od skupisk ludzkich. Najbliższymi miejscowościami są Biegunowo na południu i Artiomowo na północy.